# Serenje (Sambia)
Serenje ist eine Stadt am südlichen Ende des Muchinga-Gebirges. Sie liegt am Tanzam Highway sowie der TAZARA in der Zentralprovinz Sambias und hat 30.217 Einwohner (2022). Sie liegt etwa 1420 Meter über dem Meeresspiegel und ist Sitz der Verwaltung des gleichnamigen Distrikts.

## Wirtschaft
Serenje liegt etwa 190 Kilometer nordöstlich von Kapiri Mposhi. Hier zweigt die sogenannte Chinese Road, eine asphaltierte, wenig befahrene Straße nach Samfya am Bangweulusee und weiter nach Nchelenge am Mwerusee ab. Serenje ist ein agrarisch geprägter Ort, der Markt des Distrikts und ein Rastplatz für Touristen in den Kasanka-Nationalpark, den Südluangwa-Nationalpark und aus Richtung Tansania. Diese verkehrsreiche Lage hat etliche Arbeitsplätze geschaffen und hat durchaus weiteres Potenzial, denn hier liegt das Nadelöhr zwischen dem entwickelten Süden und dem unterentwickelten Norden des Landes.

## Infrastruktur
Der Ort liegt an der Fernstraße T2. In Serenje gibt es ferner eine ungeteerte, 1000 Meter lange Flugpiste sowie eine Tankstelle mit Kfz-Service. Serenje liegt an der TAZARA Zuglinie.
Zur regionalen Wirtschaft gehören das Siga Siga Resthouse, ein Restaurant und ein Supermarkt neben einigen lokalen Geschäften. Es gibt Grund- und Sekundarschulen.

## Tourismus
Etwa 15 Kilometer nördlich von Serenje liegt ein Gästehaus. 5 km entfernt liegen die Mulembofälle des Flusses Kalwa, die in mehreren Kaskaden zu Tal stürzen. Auf halbem Weg Richtung Mpika liegen die Mutinondo-Wildnisfälle mit Lodge.

## Demografie
| Jahr | Einwohnerzahl |
| ---- | ------------- |
| 1990 | 8265          |
| 2000 | 8577          |
| 2010 | 17.754        |
| 2022 | 30.217        |